# Инупиаты

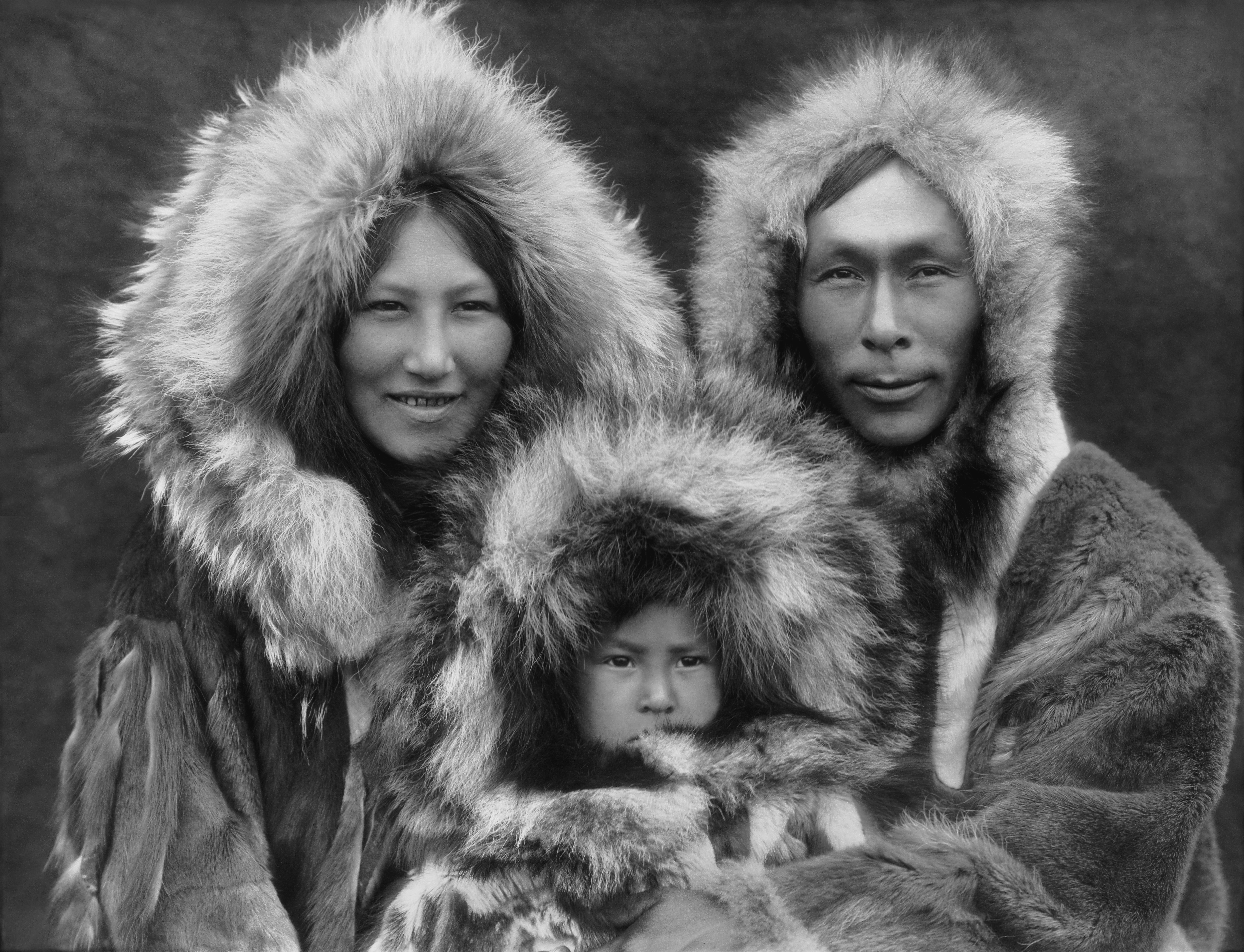
Семья инупиатов, Ноатак, Аляска, 1929 год

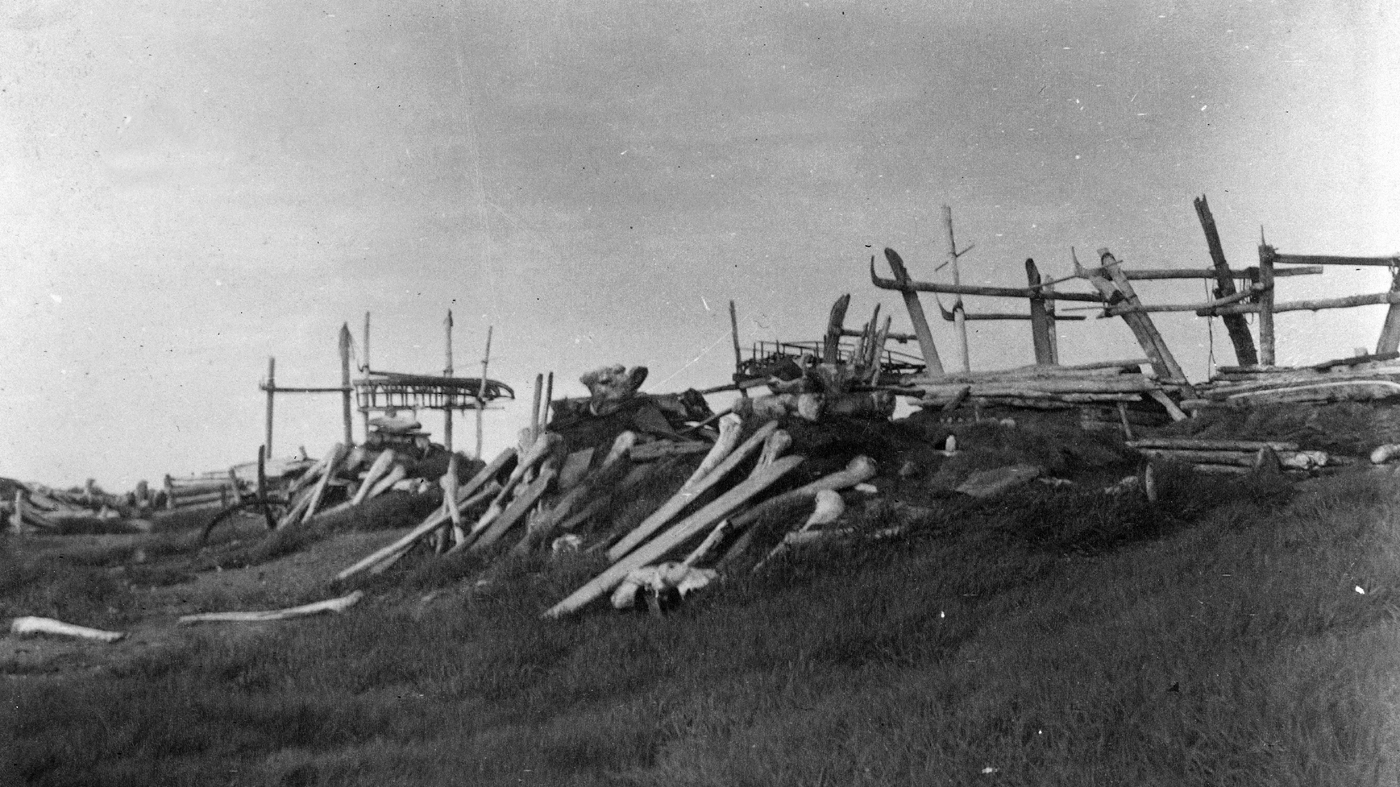
Полуподземный общинный дом мужчин «карги» и кости гренландского кита. Пойнт-Хоп, Аляска, 1885 год

Инупиаты, инупики, инюпиаты (мн. ч. iñupiat, ед. ч. iñupiaq, от слов инук (iñuk, «человек») и -пиак (-piaq, «настоящий»); ранее инюпик (inyupik)) — народ крайнего Севера, живущий на Аляске (боро Нортуэст-Арктик, Норт-Слоп и Берингов пролив). Один из эскимосских народов. Город Уткиагвик лежит в регионе проживания инупиатов.
Инупиаты были разделены на две региональные группы охотников и собирателей: тариурмиут («люди моря», живущие на северном берегу Аляски), и нунамиут («люди земли», жители континентальной части полуострова).
Говорят на одноимённом языке. Имеется один инупиатский институт, колледж Илисарвик.

## Группы
Инупиаты делятся на несколько групп: инупиатов Берингова пролива, инупиатов континентального севера, инупиатов залива Коцебу.
Для управления природными ресурсами были созданы следующие корпорации: Арктик-Слоп, Беринг-Стрейтс и NANA Regional Corporation.

## Пропитание

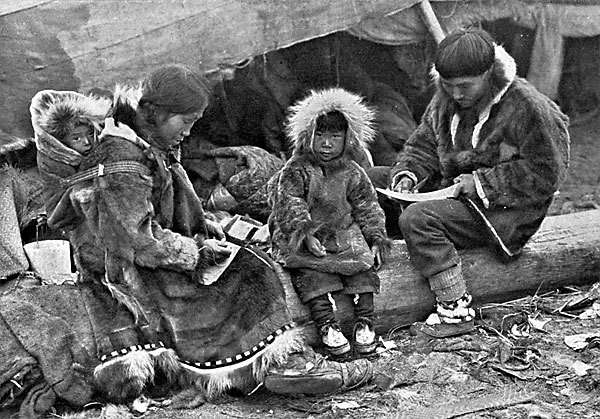
Семья инупиатов на острове Кинг

Инупиаты — охотники и собиратели, как и остальные эскимосы. Питаются они в основном рыбой и дичью, добытой на охоте. В зависимости от местоположения, они добывают моржей, тюленей, китов, белых медведей, оленей и рыбу, причём рыба составляет значительную часть рациона как у береговых, так и у континентальных жителей. Сезонной пищей являются утки, гуси, кролики, ягоды, корни и побеги.
Живущие вдали от моря инупиаты охотятся также на баранов Далла, бурых медведей и лосей, а прибрежные — на белух и ластоногих.
При поимке кита на раздел добычи приезжают даже городские родственники охотников. Изготавливаемый из китовой кожи мактак богат витамином А и аскорбиновой кислотой, что особенно важно в условиях малого количества фруктов и овощей.
С 1970-х годов доход инупиатов увеличился благодаря добыче нефти и других полезных ископаемых. Трансаляскинский нефтепровод соединяет нефтяное месторождение Прудо-Бей с портовым городом Валдиз в центрально-южной части Аляски. Из-за нефтедобычи стал страдать традиционный китобойный промысел.

## История

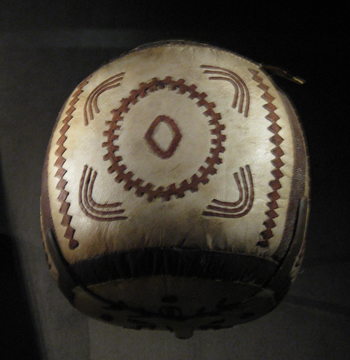
Инупиатский мяч для игры, около 1910 года, Барроу

Инупиаты родственны инуитам и юпикским народам, а их названия их группы часто содержат окончание -миут, что означает «люди, принадлежащие к». Например, континентальные охотники на оленей называются нунамиут. После голода и гриппа 1890—1910 годов (эпидемию принесли американские и европейские китобои) большинство инупиатов переселилось в прибрежные области; два десятилетия спустя часть континентальных охотников-нунамиутов вернулась в горы.
К 1950 году большинство из них осело в городе Анактувук-Пасс.